# الحسن سوماه
الحسن سوماه (بالفرنسية: Alhassane Soumah)‏ هو لاعب كرة قدم غيني في مركز الوسط، ولد في 2 مارس 1996 في كوناكري في غينيا. لعب مع سيركل بروج ويوفنتوس.

## وصلات خارجية
- الحسن سوماه على موقع الاتحاد الدولي (مؤرشف)  (الإنجليزية)
- الحسن سوماه على موقع قاعدة بيانات كرة القدم.إي يو (الإنجليزية)
- الحسن سوماه على موقع Soccerway.com (الإنجليزية)
- الحسن سوماه على موقع عالم كرة القدم.نت (الإنجليزية)